# Gausdal
Gmina Gausdal (norw. Gausdal kommune) – norweska gmina leżąca w regionie Oppland. Jej siedzibą jest miasto Østre gausdal.
Gausdal jest 83. norweską gminą pod względem powierzchni.

## Demografia
Według danych z roku 2005 gminę zamieszkuje 6175 osób. Gęstość zaludnienia wynosi 5,19 os./km². Pod względem zaludnienia Gausdal zajmuje 163. miejsce wśród norweskich gmin.
| ludność stan na 1 stycznia 2005 |         |           |       |
|                                 | kobiety | mężczyźni | razem |
| osób                            | 3103    | 3072      | 6175  |
| %                               | 50,25%  | 49,75%    | 100%  |

| wykształcenie stan na 1 października 2004 |            |         |        |          |
|                                           | podstawowe | średnie | wyższe | nieznane |
| osób                                      | 1269       | 2959    | 672    | 76       |
| %                                         | 25,5%      | 59,47%  | 13,5%  | 1,53%    |

## Edukacja
Według danych z 1 października 2004:
- liczba szkół podstawowych (norw. grunnskolar): 6
- liczba uczniów szkół podst.: 808

## Władze gminy
Według danych na rok 2011 administratorem gminy (norw. rådmann) jest Rannveig Mogren, natomiast burmistrzem (norw. ordfører, d. borgermester) jest Mona B Nicolaysen.